# Артынская волость
Арты́нская волость — административно-территориальная единица Тарского уезда Тобольской губернии (до 1917), Акмолинской (Омской) области (1917—1918), Тюменская губерния (1919), Омской губернии (1920—1924).
Волостной центр — село Артынское.

## История
В 1914 году была образована Артынская крестьянская волость путём выделения части территории Такмыкской, Карташёвской волостей. Самая маленькая по площади волость Тарского уезда.
Волостной центр был размещён в селе Артынском.
Постановлением Сибревкома от 24 сентября 1924 года в связи с укрупнением волостей вошла в состав Большереченской волости (преобразована в 1925 году в Большереченский район Тарского округа Сибирского края с образованием сельских советов Артынский, Больше-Никольский).

## Административное деление

### Состав на 1924 год
| - село Артын - деревня Больше-Никольское - деревня Сперановка - посёлок Рычковский - мельница Бобровка - мельница Фабрика |

### Административные участки
- IV полицейский стан Тарского уезда с центром в селе Муромцево;
- Х участок крестьянского начальника Тарского уезда с центром в селе Карташёво;
- XIV участок полицейского урядника Тарского уезда с центром в селе Такмыкское;
- Тарский участок прокурора Тобольского Окружного Суда Тарского уезда с центром в городе Тара;
- III судебно-мировой участок Тарского уезда с центром в селе Муромцево;
- Тарский участок податного инспектора Тарского уезда с центром в городе Тара;
- III район инспектора народных училищ Тарского уезда с центром в городе Тара;
- II участок сельского врача с центром в селе Муромцево.

### Сельские общества
- 1914 год — 10 населённых пунктов, 0 сельских обществ;
- 1915 год — 12 сельских обществ.

## Инфраструктура
На 1915 год действовала государственная сберегательная касса при Артынском волостном правлении.

## Религия
Артынский православный приход входил во II благочиние Омской епархии с центром в селе Карташёвское.

## Население
Переселенческое население из Казанской, Киевской, Тамбовской губерний. Национальный состав: русские, украинцы и незначительное число других.

## Известные уроженцы
- Лисин, Иван Павлович — уроженец посёлка Мало-Никольского, Герой Советского Союза.
- Чижов, Василий Пахомович — уроженец села Артынского, Герой Советского Союза.